# 慳電膽事件
慳電膽事件，是2009年香港政治中的一次事件，針對的是曾蔭權的誠信，曾蔭權在2009年10月14日《施政報告》中建議派慳電膽購物劵翌日被指明益親家。多份報章稱，因為曾蔭權的親家莫錦泉是「慳電膽大王」，曾蔭權這政策有利益輸送之嫌。梁國雄形容事件是醜聞，並到香港廉政公署舉報，要求調查曾蔭權。而商台李慧玲要求其他知情者提供更多資料，指正曾蔭權的不是。在往後數天，蘋果日報，太陽，東方為首，每天A1頭版頭條報導曾蔭權，用陳水扁與之並稱。
結果，飛利浦及曾蔭權親家莫錦泉登報澄清。 10月27日，曾蔭權指個別傳媒無中生有，惡意中傷，近日變本加厲，肆意攻擊香港特區政府。相信香港市民，熱愛言論自由的，都不會支持如此所為。

## 外部參考
1. ↑  星島日報: 民主黨李永達，未信服曾蔭權的解釋[永久]
2. ↑  .   [2009年10月21日]. （原始内容存档于2009年10月23日）.
3. ↑  .   [2009-10-21]. （原始内容存档于2009-10-24）.
4. ↑  .   [2009-10-27]. （原始内容存档于2009-10-30）.